# Ralph Modjeski
Ralph Modjeski (nacido Rudolf Modrzejewski; 27 de enero de 1861 - 26 de junio de 1940) fue un ingeniero civil estadounidense de origen polaco que desarrolló una destacada carrera como diseñador de grandes puentes en los Estados Unidos, país al que inmigró con quince años de edad. Entre sus obras más notables figuran puentes colgantes de grandes luces, como el puente Benjamin Franklin o el puente de Oakland.
Era hijo de la actriz teatral polaca Helena Modjeska.

## Semblanza
Modjeski nació en 1861 en Bochnia, localidad de la región polaca de Galitzia, por entonces perteneciente al Imperio Ruso. Era hijo de Gustav Sinnmayer Modrzejewski y de la actriz Helena Opid Modrzejewska (más conocida fuera de Polonia como Helena Modjeska). En 1865 su madre dejó a Sinnmayer, y en 1868 se casó con el "Conde" Karol Bożenta Chłapowski. En julio de 1876 emigraron a América, donde, por conveniencia, la madre del niño cambió su nombre a Helena Modjeska y el nombre de su hijo a Ralph Modjeski.
Compañero de clase de Ignacy Jan Paderewski en Polonia, era un pianista formidable por derecho propio.
Regresó a Europa para estudiar en l'Ecole des Ponts et Chaussées (la Escuela de Puentes y Caminos) en París, Francia. Fue en 1883, mientras estudiaba en París, cuando obtuvo la ciudadanía estadounidense. Sin embargo, siempre mantuvo contacto con Polonia, escribió mucho en polaco y enfatizó sus orígenes polacos.
En 1885 se graduó en la Escuela de Puentes y Caminos como primero de su promoción. El mismo año, se casó con Felicie Benda; la pareja tuvo tres niños. Más tarde se casaría con Virginia Mary Giblyn.
Modjeski regresó a los Estados Unidos para comenzar su carrera, trabajando primero con el "padre de la construcción de puentes en Estados Unidos", George S. Morison. En 1893, en Chicago, Modjeski abrió su propia oficina de diseño, que todavía existe, como "Modjeski & Masters", después de que se asoció en 1924 a Frank M. Masters.
El primer proyecto de Modjeski como ingeniero jefe fue el puente del ferrocarril que cruza el río Misisipi en Rock Island (Illinois). Durante su carrera, ejerció como jefe o ingeniero consultor en docenas de puentes en todo el país.
Asumió el rediseño del puente de Quebec después del desastre de 1907 que mató a 75 trabajadores, y logró crear el tramo de puente en celosía más largo del mundo (aunque un accidente de construcción mató a otros trece trabajadores). Sigue siendo el puente en voladizo más largo del mundo.
Modjeski fue mundialmente famoso como diseñador de puentes y líneas de ferrocarril. Fue pionero en los puentes colgantes, y construyó cerca de 40 puentes sobre los grandes ríos de América del Norte. Formó a generaciones sucesivas de diseñadores y constructores de puentes estadounidenses, incluido Joseph B. Strauss, ingeniero jefe del Puente Golden Gate de San Francisco (que se completó seis meses después que el puente de Oakland, proyectado por Modjeski).
Fue considerado "el mejor constructor de puentes de Estados Unidos", recibiendo numerosos premios y títulos honoríficos. En 1911 se le otorgó un doctorado en ingeniería por la Universidad Estatal de Illinois, en 1923 la Medalla Franklin, en 1929 un doctorado honoris causa por el Politécnico de Lwów, y en 1930 la prestigiosa Medalla John Fritz.
Murió el 26 de junio de 1940 en Los Ángeles, California.

## Proyectos notables
- Ingeniero jefe
  - Puente Government (1896)
  - Puente de Thebes (1905)

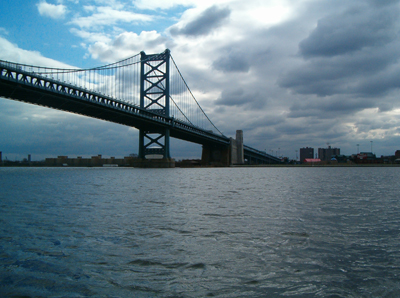
Puente Benjamin Franklin

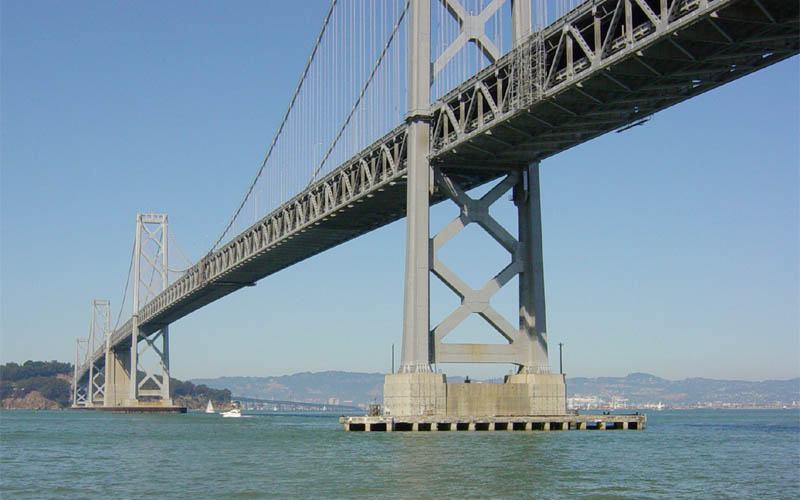
Puente de la bahía de San Francisco-Oakland

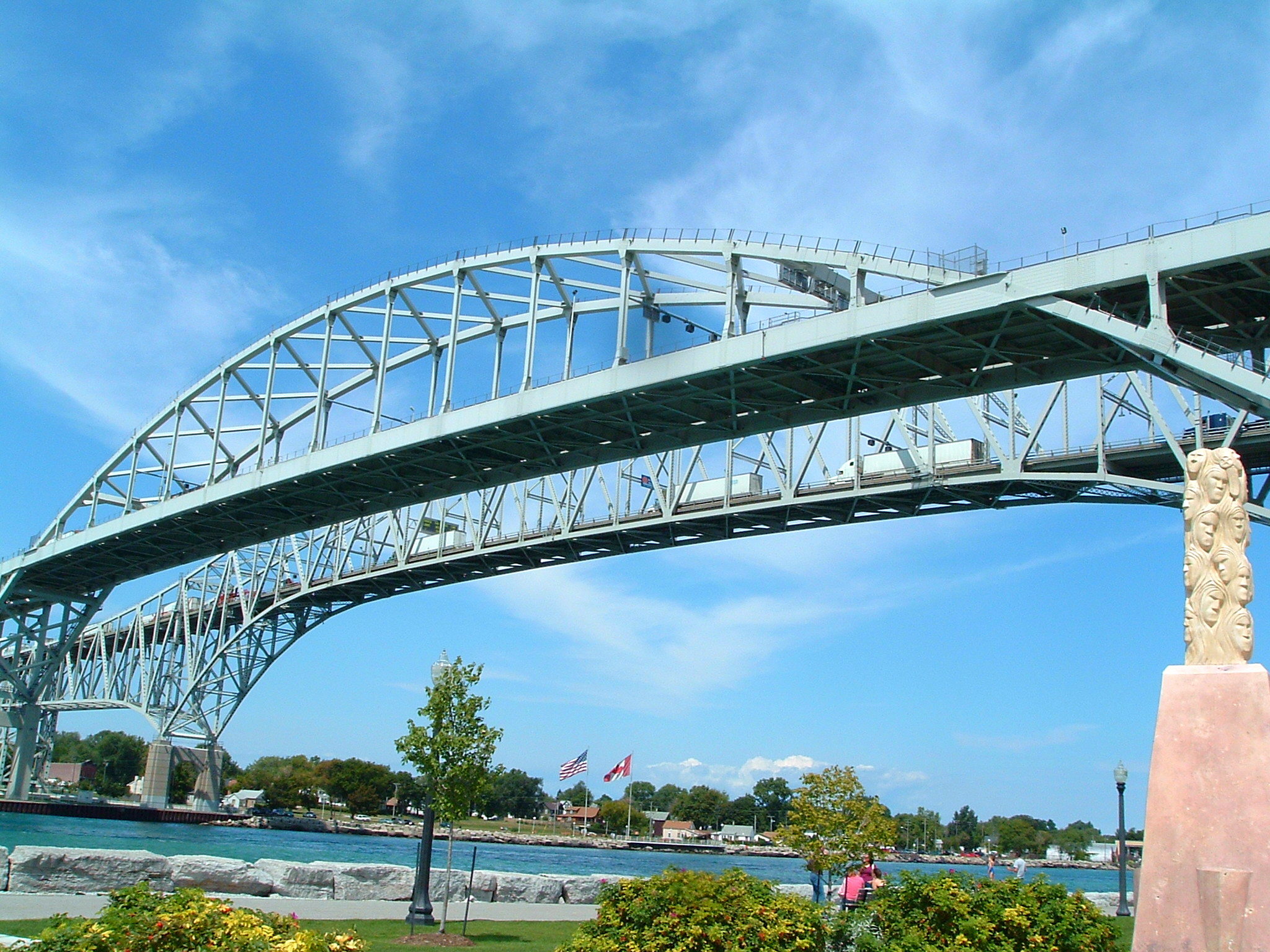
Puente de Blue Water

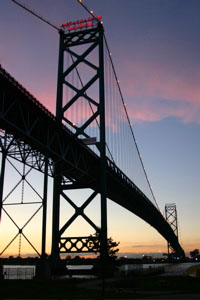
Puente Embajador

  - Puentes del Ferrocarril Burlington Northern 9.6, 8.8 y 5.1 (todos de 1906 a 1908)
  - Puente McKinley (1910)
  - Puente del Ferrocarril del río Crooked (1911)
  - Puente Broadway (Portland, Oregon) (1913)
  - Puente de Harahan (1916)
  - Puente de Metropolis (1917)
  - Puente Mears Memorial (1923)
  - Puente Mid-Hudson también conocido como Puente Franklin Delano Roosevelt Mid-Hudson (1930)
  - Puente Benjamin Franklin (Filadelfia, Pensilvania y Camden, Nueva Jersey) (1926)
  - Puente de Tacony-Palmyra (Filadelfia, Pensilvania y Palmyra, Nueva Jersey) (1929)
  - Puente I-74, también conocido como Puente Memorial de los Veteranos Moline a Bettendorf (1933)
  - Puente de Huey P. Long (1935)
  - Puente de Blue Water (Port Huron, Míchigan y Point Edward, Ontario) (1938)
- Ingeniero consultor
  - Puente de Manhattan (1909)
  - Puente de Market Street (Harrisburg, Pensilvania) (1926)
  - Puente Ambassador (Detroit, Míchigan y Windsor, Ontario) (1929)
  - Puente George Rogers Clark Memorial (1929)
  - Puente colgante de McPhaul (1929)
  - Puente de la bahía de San Francisco-Oakland (1936)